# Antroposthiidae
Famille
Les Antroposthiidae sont une famille de vers marins libres de l'embranchement des Acoela.

## Liste desgenres
- Antroposthia Faubel, 1974
- Convoluella Faubel, 1974
- Unantra Faubel, 1976

## Référence
- (de) Anno Faubel, « Interstitielle Acoela (Turbellaria) aus dem Littoral der nordfriesischen Inseln Sylt und Amrum (Nordsee) », Mitteilungen aus dem Hamburgischen Zoologischen Museum und Institut, 1976, 73, pp. 17-56.